# حزب اتحادگرای اولستر
حزب اتحادگرای اولستر (UUP ; ایرلندی: Páirtí Aontachtach Uladh) یک حزب سیاسی خواهان وحدت بریتانیا در ایرلند شمالی است. در اواخر قرن نوزدهم و اوایل قرن بیستم، حزب در اولستر، ربع شمالی ایرلند، پشتیبانانی برای خود یافت. این حزب بین سال‌های ۱۹۲۱ و ۱۹۷۲ بر ایرلند شمالی حکومت می‌کرد. در طول درگیری‌های ایرلند شمالی اکثر رای‌دهندگان خواهان ماندن در بریتانیا از این حزب پشتیبانی می‌کردند و در آن زمان اغلب به عنوان حزب رسمی اتحادگرایان (OUP) نامیده می‌شد. بین سال‌های ۱۹۰۵ و ۱۹۷۲، نمایندگان این حزب پیرو حزب محافظه کار مستقر در وست مینستر شدند و در واقع به عنوان شاخه ایرلند شمالی حزب محافظه کار و حزب اتحادگرایی عمل می‌کردند. این توافق در سال ۱۹۷۲ مورد اختلاف نظر واقع شد و منسوخ گردید. از آن زمان تاکنون دو حزب از نظر نهادی جدا از هم‌اند.
در حال حاضر این چهارمین حزب بزرگ ایرلند شمالی است. در انتخابات محلی سال ۲۰۰۳ دو حزب اتحادگرای دموکراتیک (DUP) و شین فین و در سال ۲۰۱۷ حزب سوسیال دموکراتیک و کارگر (SDLP) از آن پیشی گرفتند. از زمان از دست دادن دو کرسی خود در سال ۲۰۱۷، این حزب در وست مینستر نماینده ندارد. این حزب در ایرلند شمالی ۱۱٫۷٪ از آرا را به دست آورد و در انتخابات ۲۰۱۹ هیچ کرسی را کسب نکرد و در رده پنجم، پس از DUP، شین فین، حزب اتحاد ایرلند شمالی و SDLP قرار گرفت. در داخل پادشاهی متحده، حزب اتحادیه اولستر از نظر تاریخی وابسته به حزب محافظه کار در بریتانیا بوده‌است و اغلب به عنوان یک نهاد خارج از حزب در نظر گرفته می‌شود. UUP و پیشینیان آن صدای سنتی اتحادگرایان در ایرلند بوده‌اند.
در سال ۲۰۱۶، UUP و SDLP تصمیم گرفتند کرسی‌های نمایندگی ایرلند شمالی را که به آن‌ها تعلق می‌گرفت قبول نکنند و رسماً با مقامات اجرایی مخالفت کنند. این اولین باری بود که یک دولت واگذار شده در ایرلند شمالی شامل UUP نبود. استیو آیکن در نوامبر ۲۰۱۹ به عنوان رهبر حزب، جانشین رابین سوان شد.